# Карадаг (посёлок)
Карада́г (азерб. Qaradağ) — посёлок в Азербайджане, в 25 км к юго-западу от Баку, на Апшеронском полуострове.

## Экономика
В районе посёлка в 1954 году начата промышленная разработка первого в СССР газоконденсатного месторождения. Добыча газа продолжается до сих пор.
20 июня 1957 года введён в эксплуатацию газопровод из месторождения до Сумгаита протяжённостью 54 км, который обеспечивает газом жителей и промышленность Сумгаита.

## Инфраструктура
В 2017 году осуществлялось строительство городка для беженцев на 1 000 квартир.